# Jörgen Elofsson
Jörgen Kjell Elofsson  (Ängelholm, 1962. január 14. –) svéd dalszövegíró, többek között Britney Spears, Kelly Clarkson, Guy Sebastian, Ana Johnsson, Marie Serneholt, Shayne Ward és Super Junior számára írt dalokat. A Il Divo és Westlife nevezetű együttesek is kaptak tőle szövegeket. Zenei karrierje 16 éves korában kezdődött, ugyanis több csapatban is ő volt az énekes és a gitáros. Ezután szólókarrierbe kezdett, 1989-ben és 1992-ben két albumot adott ki.
Jörgen teljes munkaidejű dalszövegíró lett, miután 1994-ben Carola Häggkvist svéd előadóval dolgozott közösen. A Cheiron Studios-nál 1998-ban kezdte meg munkáját, elsősorban David Kreuger és Per Magnusson művein működött közre.
2005-ben saját kiadót alapított (Planet Six), jelenleg a Universal Music Publishing Group része.
A The Time of Our Lives című dalát a 2006-os FIFA-klubvilágbajnokság hivatalos himnuszává választották.

## Munkái

### 1994
| Előadó           | Dal              |
| ---------------- | ---------------- |
| Carola Häggkvist | Guld i dina ögon |

### 1998
| Előadó         | Dal                  |
| -------------- | -------------------- |
| Britney Spears | (You Drive Me) Crazy |
| Britney Spears | Sometimes            |
| Britney Spears | Walk On By           |
| Westlife       | If I Let You Go      |

### 2000
| Előadó          | Dal                                    |
| --------------- | -------------------------------------- |
| Bellefire       | I Can Make You Fall in Love Again      |
| Bellefire       | Perfect Bliss                          |
| Britney Spears  | Girl in the Mirror                     |
| Britney Spears  | What U See (Is What U Get)             |
| Emilia          | Before I Fall                          |
| Jessica Folcker | Love You Like a Fool                   |
| Lucy Street     | Girl Next Door                         |
| Lucy Street     | Goodbye                                |
| Lucy Street     | Life Is a Lovesong                     |
| Lucy Street     | Loves Me Loves Me Not                  |
| Lucy Street     | Second Time Around                     |
| Peter Jöback    | Higher                                 |
| Peter Jöback    | Tonight                                |
| Steps           | It's the Way You Make Me Feel          |
| Steps           | Mars and Venus (We Fall in Love Again) |
| Trybe           | We Are Invincible                      |
| Westlife        | Fool Again                             |
| Westlife        | My Love                                |

### 2001
| Előadó         | Dal                                           |
| -------------- | --------------------------------------------- |
| 3 of Hearts    | Is It Love                                    |
| Alsou          | Let It Be Me                                  |
| Britney Spears | When I Found You                              |
| Geri Halliwell | It's Heaven, It's Hell (Being Geri Halliwell) |
| Geri Halliwell | Love Is the Only Light                        |
| Jennie Löfgren | Dreams                                        |
| Jennie Löfgren | Somewhere                                     |
| Robyn          | Say You'll Walk the Distance                  |
| Tess           | Viva l'Amor                                   |
| Westlife       | I Cry                                         |

### 2002
| Előadó            | Dal                           |
| ----------------- | ----------------------------- |
| Gareth Gates      | Anyone of Us (Stupid Mistake) |
| Gareth Gates      | What My Heart Wants to Say    |
| H & Claire        | Let Me Carry You              |
| H & Claire        | No Turning Back               |
| H & Claire        | You're a Love Song            |
| Kaci              | Everlasting/Eternamente       |
| Jamie Meyer       | Psycho                        |
| Jessica Andersson | Perfect Bliss                 |
| Kelly Clarkson    | A Moment Like This            |
| Westlife          | Unbreakable                   |
| Westlife          | Evergreen                     |

### 2003
| Előadó            | Dal                       |
| ----------------- | ------------------------- |
| Gareth Gates      | Say It Isn't So           |
| Guy Sebastion     | Angels Brought Me Here    |
| Jamie Meyer       | Good Girl                 |
| Jamie Meyer       | Last Goodbye, First Hello |
| Jessica Andersson | Ett kort ögonblick        |
| Nina              | What If                   |

### 2004
| Előadó             | Dal                   |
| ------------------ | --------------------- |
| Charlotte Perrelli | Gone Too Long         |
| Daniel Lindström   | Coming True           |
| Darin              | Why Does It Rain      |
| Fredrik Kempe      | With You All the Time |
| Ana Johnsson       | Life                  |
| Ana Johnsson       | We Are                |
| Hanna Pakarinen    | Love Is Like a Song   |
| Jodie              | I Still Believe       |
| Nikki Cleary       | 1-2-3                 |

### 2005
| Előadó      | Dal                   |
| ----------- | --------------------- |
| Agnes       | Let Me Carry You      |
| Agnes       | Right Here, Right Now |
| Die Happy   | Big Big Trouble       |
| Shayne Ward | That's My Goal        |
| Twill       | Before I Fall         |
| Twill       | Is It Love            |
| Twill       | One Step At A Time    |

### 2006
| Előadó                  | Dal                                             |
| ----------------------- | ----------------------------------------------- |
| Agnes                   | I Had A Feelin'                                 |
| Agnes                   | Kick Back Relax                                 |
| Agnes                   | What Do I Do With All This Love                 |
| Alexander Klaws         | This Is What It Feels Like                      |
| D-Side                  | No One                                          |
| Darin                   | D-Side                                          |
| Il Divo és Celine Dion  | I Believe in You                                |
| Il Divo és Toni Braxton | Time of Our Lives                               |
| Marie Serneholt         | Beyond Tonight                                  |
| Marie Serneholt         | The Boy I Used To Know                          |
| Marie Serneholt         | Calling All Detectives                          |
| Marie Serneholt         | Can't Be Loved                                  |
| Marie Serneholt         | Enjoy the Ride                                  |
| Marie Serneholt         | I Love Making Love in the Morning               |
| Marie Serneholt         | I Need a House                                  |
| Marie Serneholt         | Oxygen                                          |
| Marie Serneholt         | That's The Way My Heart Goes                    |
| Marie Serneholt         | Wasted Love                                     |
| Markus Fagervall        | Everything Changes                              |
| Raffaëla Paton          | Right Here, Right Now (My Heart Belongs to You) |
| Shayne Ward             | Someone to Love                                 |

### 2007
| Előadó            | Dal                                |
| ----------------- | ---------------------------------- |
| Ari Koivunen      | On the Top of the World            |
| Erik Segerstedt   | Freeway                            |
| Erik Segerstedt   | Everything Changes                 |
| Fabienne Louves   | Wach uf!                           |
| Fabienne Louves   | Wenn nüt meh got                   |
| Katherine Jenkins | How Do You Leave the One You Love? |
| Martin Stosch     | I Can Reach Heaven From Here       |
| No Angels         | I Had a Feeling                    |
| Part Six          | What's That Sound                  |
| Part Six          | Perfect World                      |
| Westlife          | You Must Have Had a Broken Heart   |

### 2008
| Előadó          | Dal                  |
| --------------- | -------------------- |
| Céline Dion     | There Comes a Time   |
| E.M.D.          | For You              |
| E.M.D.          | She's My California  |
| Fady Maalouf    | Blessed              |
| Il Divo         | La promessa          |
| Same Difference | We R One             |
| Kevin Borg      | With Every Bit Of Me |

### 2009
| Előadó        | Dal           |
| ------------- | ------------- |
| Paloma Faith  | Stargazer     |
| The Saturdays | Lose Control  |
| Sheri         | U Got Me Good |
| Super Junior  | What If       |

### 2010
| Előadó               | Dal                                 |
| -------------------- | ----------------------------------- |
| Jennifer Rush        | Windows                             |
| Jennifer Rush        | I Never Asked For An Angel          |
| Jennifer Rush        | I'm Not Dreaming Anymore            |
| Tommy Reeve          | Believe It Like I Do                |
| Charice              | All That I Need To Survive          |
| Erik Grönwall        | When You Fall                       |
| Agnes és Björn Skifs | When You Tell The World You're Mine |
| Edita Abdieski       | The Key                             |

### 2011
| Előadó         | Dal                    |
| -------------- | ---------------------- |
| Edita Abdieski | The Key                |
| Namie Amuro    | Make it Happen         |
| Jennifer Lopez | Until It Beats No More |
| Eric Saade     | Someone New            |
| Eric Saade     | Big Love               |
| Kelly Clarkson | What Doesn't Kill You  |

## Fordítás
- Ez a szócikk részben vagy egészben  a   Jörgen Elofsson című angol Wikipédia-szócikk fordításán alapul.  Az eredeti cikk szerkesztőit annak laptörténete sorolja fel. Ez a jelzés csupán a megfogalmazás eredetét és a szerzői jogokat jelzi, nem szolgál a cikkben szereplő információk forrásmegjelöléseként.